# Philadelphia Stock Exchange

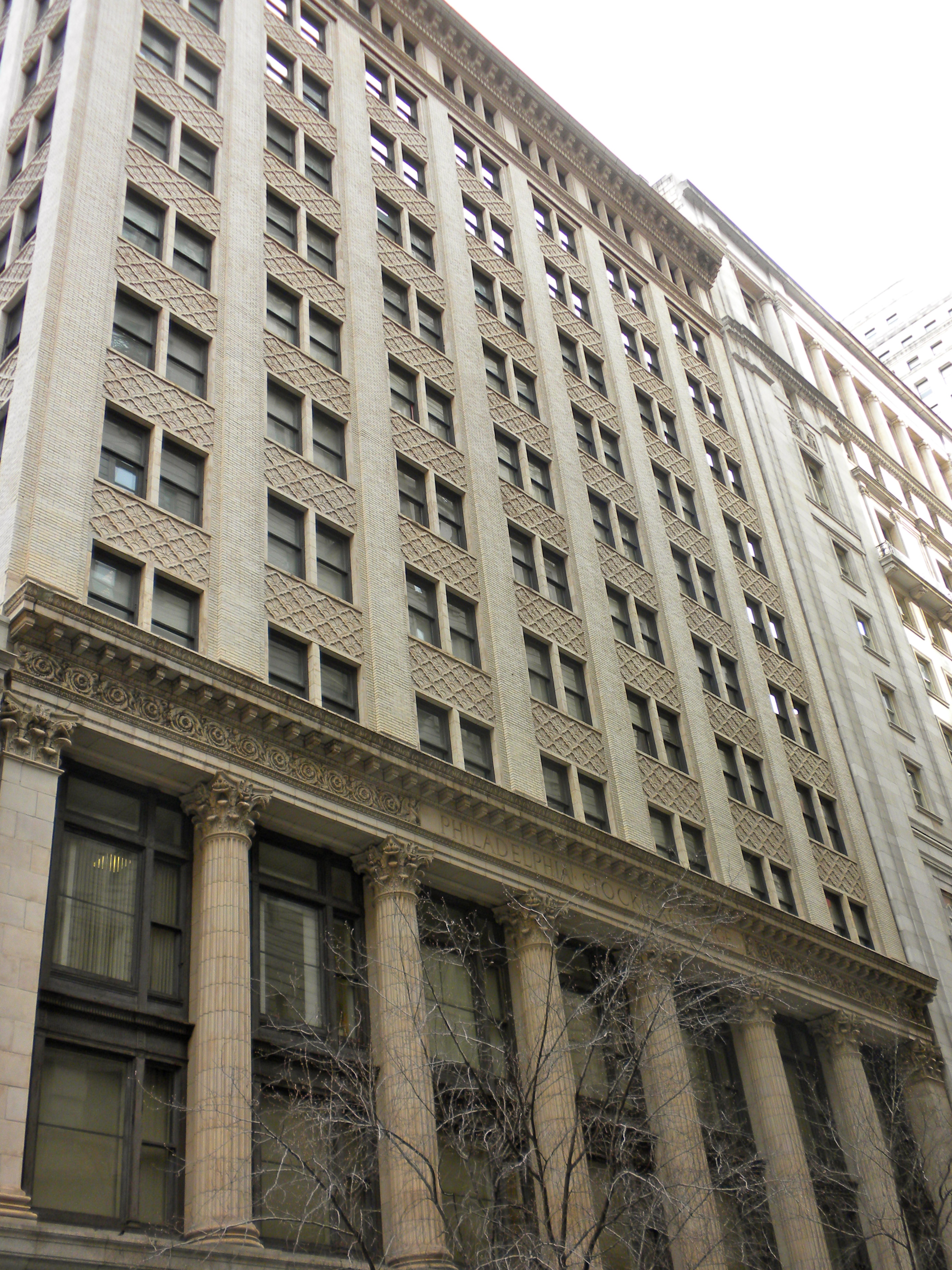
Bâtiment du Philadelphia Stock Exchange (1142 Walnut Street à Philadelphie).

Le Philadelphia Stock Exchange, fondé en 1790 à Philadelphie, est la plus ancienne Bourse des valeurs des États-Unis. Elle appartient aujourd'hui au groupe Nasdaq. Elle a été un grand marché régional d'actions et d'obligations pour la Pennsylvanie, et une bonne partie de la côte est du pays, sous la surveillance de la Commission des opérations de bourse américaine depuis 1934.

## Histoire
Les Treize colonies d'Amérique obtiennent leur indépendance en 1784 après une guerre qui les a ruinées : leur dette ne vaut plus rien. Thomas Jefferson, secrétaire d'État et leader républicain, veut son refinancement. Alexander Hamilton, secrétaire du Trésor et leader fédéraliste, obtient en échange que Philadelphie soit capitale fédérale. La bourse de Philadelphie naît ainsi en 1790, sur Chestnut street, pour coter un emprunt fédéral de 8 millions de dollars, qui restructure la dette des ex-Treize colonies. Les ex-créanciers hollandais acceptent alors, en 1794, de continuer à investir en Amérique. Ils financent par des obligations la spéculation sur des millions d'acres de terres vierges, à l'ouest de New York et de Washington.
Le Philadelphia Stock Exchange a été fondée en 1790 au cours d'une réunion informelle sous le nom de Board of Brokers of Philadelphia. On y négocie dès 1791 l'action de la First Bank of the United States, banque centrale, dont l'État ne détient que 20 %. L'action atteint 195 dollars, un an après avoir été émise à 100 dollars, puis retombe à 108 dollars. Le banquier franco-américain Stephen Girard la rachète en 1811, pour financer la guerre de 1812. La Second Bank of the United States lui succède en 1816 avec un capital triplé, de 35 millions de dollars, détenu par l'État et Stephen Girard. Cette banque centrale plus solide permet au nombre de banques de s'envoler : 232 en 1816, puis 338 en 1818. Mais leur nombre trop élevé entraîne la crise bancaire de 1819, quand les créanciers anglais réclament leur or.
En 70 ans, les introductions en Bourse ont totalisé 500 millions de dollars à Philadelphie, dotée d'un nouveau siège en 1832, reliée à New York en janvier 1833 par un Pony Express du Journal of Commerce, puis en 1840, par un télégraphe optique (miroirs le jour et flash lumineux la nuit) conçu par le courtier William C. Bridges.
La Board of Brokers of Philadelphia a été fragilisé par la Panique de 1837, après laquelle elle subit plus de concurrence de New-York. Le krach met aussi hors-cours la Bourse des valeurs de Baltimore, la Bourse de Charleston et Bourse des valeurs de Saint-Louis. Les Associés de Boston détiennent 40 pour cent des banques de la ville après la crise et à New York, trois-quarts des courtiers du Curb font faillite. 
Par ailleurs, une Bourse de commerce de Philadelphie est aussi créée un siècle plus tard en 1891 par George E. Bartol, un négociant en grains qui lui donne l'apparence de la Bourse de Hambourg. 
Le 29 octobre 1929, la bourse s'est effondrée, au cours de l'épisode du Krach de 1929, aboutissant à une période très difficile. La Philadelphia Stock Exchange se spécialisera à la fin du siècle dans le négoce des options.